# 土田健太
土田 健太（つちだ けんた、1981年10月31日 - ）は、日本の漫画家。千葉県出身。

## 略歴
- 2000年 - 第5回ストーリーキングにて、漫画部門最終候補まであと一歩リスト入り。
- 2002年 - 第7回ストーリーキングにて、「風影」で漫画部門奨励賞受賞。
- 2003年 - 第65回手塚賞にて、「足下の小さな君」で最終候補。
- 2004年 - 第10回（2004年1月期）ジャンプ十二傑新人漫画賞（審査員：岸本斉史）にて、「星の花」で最終候補。
- 2008年 - 『赤マルジャンプ』2008SUMMERに掲載された「She Saw Game」でデビュー。漫画家を志してからデビューまでに10年近くを費やした[1]。
- 2010年 - 『週刊少年ジャンプ』2010年12号より、初連載「LOCK ON!」を連載。
- 2014年 - 『少年ジャンプ+』にて「マイアニマル」を連載。

## 人物
好きな漫画は『ドラゴンボール』（鳥山明）、『ジョジョの奇妙な冒険』（荒木飛呂彦）、『銃夢』（木城ゆきと）、『うしおととら』（藤田和日郎）、『バクマン。』（大場つぐみ・小畑健）。

## 作品リスト

### 連載
- LOCK ON!（『週刊少年ジャンプ』2010年12号[3] - 30号[4]、全2巻） - 初連載
- マイアニマル（『少年ジャンプ+』2014年9月22日 - 2015年6月16日、全4巻）
- とげとげ（『少年ジャンプ+』2020年12月21日 - 2022年4月18日[5]、全6巻）
- まいぜんシスターズの冒険〜物ノ怪神社とたまゆらの姫〜（原作：芥邉雨龍、監修：まいぜんシスターズ、『コミックアルナ』2022年8月号（創刊号[6]） - 2024年8月号[7]）
- 俺だけ最強超越者〜全世界のチート師匠に認められた〜（原作：江藤俊司、ネーム：フウワイ、背景：3rd Ie、着色：Studio No.9、『LINEマンガ』2024年2月20日[8] - ） - 線画担当[8]。

### 読み切り
- She Saw Game（『赤マルジャンプ』2008SUMMER） - デビュー作
- LOCK ON!（『週刊少年ジャンプ』2009年31号）
- マイアニマル（『ジャンプNEXT!』2013 AUTUMN）

### イラスト
- 信長の庶子（壬生一郎著、ヒストリアノベルズ）既刊5巻